# 깐닌
깐닌(베트남어: Càn Ninh / 乾寧 건녕 / 1214년 3월 ~ 1216년)은 베트남 리 왕조의 리응우옌호앙(베트남어: Lý Nguyên Hoàng / 李元皇 이원황)이 사용한 연호이다. 《월사략》(越史略)에는 기록이 나오지만, 《대월사기전서》(大越史記全書)에는 기록이 전무하다.

## 개원 기록
- 《월사략》(越史略) 권下 - 「(甲戌建嘉四年), 三月，惠文王即位於天安殿，改元乾寧，號元王。」

## 연대 대조표
| 깐닌 | 서기(西紀) | 간지(干支) | 리 왕조 연호     | 남송 연호      |
| 원년 | 1214년     | 갑술(甲戌) | 끼엔자(建嘉) 4년 | 가정(嘉定) 7년 |
| 2년  | 1215년     | 을해(乙亥) | 끼엔자 5년       | 가정 8년       |
| 3년  | 1216년     | 병자(丙子) | 끼엔자 6년       | 가정 9년       |